# Formação e desenvolvimento de coleções
Formação e desenvolvimento de coleções é uma política desenvolvida por e para bibliotecas e museus, e visa o crescimento do acervo na área de conhecimento em que a mesmas estejam inseridas, de maneira equilibrada e racional, estabelecendo prioridades para a aquisição do material e determinando critérios para a sua seleção, assim como diretrizes de descarte.
Para a seleção de documentos, deve-se observar regras em todo o seu processo, para não correr o risco de incorporar ao acervo documentos que não satisfaçam as reais necessidades de informação dos usuários, ocasionando prejuízos para a qualidade do serviço de referência e para o próprio acervo.
Entre os critérios necessários para a seleção de documentos estão os que abordam a sua contribuição potencial, o qual é um aspecto adicional do documento, dentre vários outros critérios.

## Contribuição potencial
O bibliotecário deve levar em consideração a que se destina especificamente o seu acervo, onde o documento a ser selecionado deverá ser um complemento ao conjunto. O material a ser selecionado deve ter alguma importância, diferença a acrescentar ao acervo, trazendo novas e relevantes abordagens do assunto em questão.
Para a verificação da relevância do documento, geralmente o bibliotecário consulta fontes de informação como bibliografias gerais e especializadas, catálogos de periódicos, CD-ROMs que informam sobre acervos de bibliotecas, o corpo docente da instituição, os alunos etc.
Por exemplo, um bibliotecário que atue na área de medicina e pretende selecionar periódicos com artigos sobre saúde coletiva. Ele irá acessar o portal da CAPES e conferir a lista dos periódicos mais importantes sobre o referido assunto, e selecionará os melhores conforme indicação dos docentes, dentro das possibilidades de poder aquisitivo da biblioteca ou da instituição.
Mas mesmo para um documento de um assunto que tenha similares na coleção, deve-se levar em consideração a frequência com que é solicitado pelos usuários e a sua quantidade. O bibliotecário deve verificar se essa quantidade supre as necessidades da demanda. Caso contrário, não há nada de errado em incorporar ao acervo tal documento. O bibliotecário deve também verificar se realmente o assunto tratado no documento é, no mínimo, tão atualizado quanto o dos demais. Em caso afirmativo, incorporá-lo à coleção.

## Comissão de Seleção
A existência de uma comissão de seleção de caráter consultivo para assessoria ao bibliotecário pela seleção, proporciona ao mesmo suporte às sua decisões, indicando que o profissional atingiu um alto índice de reconhecimento no meio em que atua.
Para isso, leva-se em conta a necessidade de assessoria especializada em relação aos assuntos do acervo e às particularidades da comunidade. A comissão pode ser incentivada pelo bibliotecário, pois assim ele poderá aproximar os usuários da biblioteca e otimizar as decisões de seleção.
Essas comissões podem ser formadas apenas por bibliotecários em bibliotecas de grande porte. Os bibliotecários que mantêm contato direto com o usuário, adquirem um retrato fiel da realidade da biblioteca, fornecendo subsídios para a tomada de decisões na aquisição do acervo, pelo conhecimento das necessidades da comunidade acumulados por esse profissional.

## Doações
É normal que doadores façam exigências especiais para doar suas coleções para uma biblioteca. Neste caso, o bibliotecário deve ter o cuidado de orientar e esclarecer o usuário de que a seleção da obra e o seu tratamento se realizará de acordo com a relevância do seu conteúdo e que a seleção é de competência exclusiva do bibliotecário. Se o usuário for, por exemplo, um professor da instituição onde encontra-se a biblioteca, deve-se levar em consideração a sua opinião.